# درانگشتدت
درانگشتدت (به آلمانی: Drangstedt) یک منطقهٔ مسکونی در آلمان است که در Geestland واقع شده‌است. درانگشتدت ۱٬۴۵۱ نفر جمعیت دارد.